# Patrick Bamford
Patrick James Bamford (født 5. september 1993) er en engelsk professionel fodboldspiller, som spiller for EFL Championship-klubben Leeds United.

## Klubkarriere

### Nottingham Forest
Bamford kom igennem Nottingham Forests ungdomsakademi, og gjorde sin professionelle debut i september 2011.

### Chelsea
Bamford skiftede i januar 2012 til Chelsea. Bamford var over de næste 5 år hos Chelsea, men spillede aldrig en kamp for førsteholdet.

#### Lejeaftaler
Bamford havde i sin tid hos Chelsea lejeaftaler til Milton Keynes Dons, Derby County, Middlesbrough, Crystal Palace, Norwich City og Burnley.
Han blev i 2014-15 sæsonen, hvor han var udlånt til Middlesbrough, kåret til årets spiller i Championship.

### Middlesbrough
Bamford forlod Chelsea til fordel for et retur til Middlesbrough på en fast aftale i januar 2017.

### Leeds United
Bamford skiftede i juli 2018 til Leeds United. Med en pris på 7 millioner pund blev han den dyreste handel for Leeds siden købet af Robbie Fowler i 2001.
Han blev 30. april 2019 bandlyst for 2 kampe, efter at i en kamp imod Aston Villa havde filmet, som havde resulteret i at Villa spilleren Anwar El Ghazi havde fået rødt kort.
Bamford spillede i 2019-20 en vigtig rolle i at Leeds vandt Championship, og dermed rykkede op til Premier League for første gang i 16 år.

## Landsholdskarriere
Født i England, Bamford kunne også have valgt at spille for Irland, i det at han irsk bedstefar. Han spillede i 2010 en enkelt kamp for Irlands U/18-landshold. Han skiftede dog tilbage til England, og afviste forsøg fra Irland om at få ham til at spille for landsholdet, fordi han hellere ville spille for England.

### Ungdomslandshold
Udover sin ene kamp for Irland U/18, så har Bamford også repræsenteret England på 3 forskellige ungdomsniveauer.

### Seniorlandshold
Bamford debuterede for Englands landshold den 5. september 2021.

## Titler
Leeds United
- EFL Championship: 1 (2019-20)

Individuelle
- Football League Championship Årets spiller: 1 (2014-15)